# Индијска организацији за свемирска истраживања
Индијска организацији за свемирска истраживања — ИСРО (хин: bhārtīya antrikṣ anusandhān saṅgṭhan) свемирска је агенција владе Републике Индије. Седиште организације је у граду Бангалор. Главна мисија ове организације је „да искористи свемирску технологију за национални развој, истовремено истражујући свемирске науке и планетарна истраживања“.
Индијски национални комитет за свемирска истраживања (ИНЦОСПАР) основан је за време владавине Џавахарлал Нехруа. под Одељењем за атомску енергију (ДАЕ) 1962. године, уз нагон научника Викрама Сарабхаија, који је препознао потребу за свемирска истраживања. ИНЦОСПАР је растао с временом и касније прерастао у ИСРО 1969. године, такође под командом ДАЕ-а.  Године 1972, влада Индије основала је Свемирску комисију и одељење за свемир (ДОС),  чиме је ИСРО доспео под управу ДОС-а. Успостављање ИСРО-а је на тај начин институционализирало свемирске истраживачке активности у Индији.
ИСРО је саградио први индијски сателит, Ариабхата, 19. априла 1975.  Име је добила по математичару Ариабхату. Године 1980, Рохини је постао први сателит који је постављен у орбиту Земље од стране индијске лансирне летелице, СЛВ-3. ИСРО је након тога развио још две ракете: Polar Satellite Launch Vehicle (ПСЛВ) за лансирање сателита у поларне орбите и Geosynchronous Satellite Launch Vehicle (ГСЛВ) за постављање сателита у геостационарне орбите. Ове ракете лансирале су бројне комуникационе сателите и сателите за посматрање Земље. Сателитски навигациони системи попут ГАГАН-а и ИРНСС-а су били често коришћени.
ИСРО је 22. октобра 2008. послао лунарни орбитер, Chandrayaan-1, који је 5. новембра 2013. открио месечеву воду (у форми леда). Датума 5. новембра 2013, ИСРО је послао сонду Мангалијан, који је ушао у орбиту Марса 24. септембра 2014. Тако је ИСРО постао прва азијска свемирска агенција која је ушла у Марсову орбиту. ИСРО је 18. јуна 2016. лансирао двадесет сателита у склопу једног возилу,  а 15. фебруара 2017. је лансирао сто и четири сателита у склопу једне ракете (PSLV-C37), што је и светски рекорд.
Датума 5. јуна 2017, агенција је лансирала своју најтежу ракету, Geosynchronous Satellite Launch Vehicle-Mark III (GSLV-Mk III) и поставила у орбиту комуникацијски сателит ГСАТ-19. Датума 22. јула 2019. године, агенција је покренула своју другу лунарну мисију, Chandrayaan-2, ради проучавања лунарне геологије и дистрибуције лунарне (месечеве) воде.
Будући планови ове организације укључују развој сопствене свемирске станице, развој свемирских сонди и свемирских летова са људском посадом.